# Midnight in the Labyrinth
Midnight in the Labyrinth es un disco orquestal por la banda británica de metal extremo Cradle of Filth. Las canciones seleccionadas son de los primeros cuatro álbumes de la banda. Fue lanzado el 21 de abril de 2012.
Fue publicado para coincidir con el Record Store Day el 21 de abril en los países participantes, y se vio un comunicado general a través de otros países, como una edición limitada de dos discos exclusivamente como "Goetia (Invoking the Unclean)", un minuto trece "aural séance" (traducida al español: "sesión de espiritismo auditiva"). El disco se caracteriza por la narración de Dani Filth, además de las voces adicionales de Sarah Jezebel Deva. El disco dos contiene las grabaciones de voz de los mismos vocalistas ya mencionados. Fue lanzado mundialmente el 4 de mayo de 2012.
Un demo de la versión orquestal de "Summer Dying Fast" apareció como una canción provocadora en el EP Evermore Darkly, y la versión narrada de "A Gothic Romance (Red Roses for the Devil's Whore)" fue publicada en línea, precediendo al álbum que sería lanzado el 4 de abril.

## Producción y grabación
De acuerdo con el vocalista Dani Filth, el álbum sería "reinventar" las pistas de la banda de los primeros cuatro álbumes e incluir "toda la banda sonora de calidad... cosas con coros, cuerdas y la narración de algunos". Filth escribió en una actualización en línea:
En inglés:

"All songs will be fully orchestrated akin to a horror movie soundtrack (think Danny Elfman, John Williams, Christopher Young, etc.) and the record is comprised solely of tracks from our first four releases - 1994's The Principle of Evil Made Flesh; the 1996 EP V Empire; 1996's Dusk... and Her Embrace and 1998's Cruelty and the Beast -Con "Funeral in Carpathia" being my favorite conversion thus far."
Dani Filth

En español:

"Todas las canciones serán totalmente orquestadas, pareciéndose a una banda sonora de película de terror (creo que Danny Elfman, John Williams, Christopher Young, entre otras) y el registro está compuesto exclusivamente por temas de nuestros primeros cuatro lanzamientos - 1994 de The Principle of Evil Made Flesh, del EP de 1996 V Imperio, de 1996 Dusk... and Her Embrace y la de 1998 Cruelty and the Beast. Con "Funeral in Carpathia" siendo mi conversión favorita hasta el momento"
Dani Filth

El guitarrista Paul Allender dijo en una entrevista:
En inglés:

"One thing I want to do the next time we gig, is play some of these old songs live but have the whole new orchestrations on backing track. Martin Skaroupka plays to a clic track anyhow, and we've really got clics set up for everything... Everyone seems to have decided they want to go with it."
Paul Allender

En español:

"Una cosa que quiero hacer la próxima vez en la gira, es tocar algunas de esas viejas canciones en vivo, sino que tenga las nuevas orquestaciones con las pistas de acompañamiento de Martin Skaroupka toca un clic track de todos modos, y que realmente tenemos clics establecido para todo... todo el mundo parece haber decidido que quiere ir con eso."
Paul Allender

Sarah Jezebel Deva anunció a través de su página en Facebook, que iba a re-unirse con Cradle of Filth en esta versión:
En inglés:

"In 2008, I parted ways with Cradle of Filth to pursue a life in Australia... and to go it alone as a solo musician. I know a lot of fans were disappointed with the departure and, until now, whenever a fan asks [if I'll ever work with Cradle of Filth again], the answer has been no! Well, last week, Dani Filth sent me an email, and after many chats I have decided to take him up on his offer to participate on the new orchestral album Midnight in the Labyrinth. I hope this will make some of you happy..."
Sarah Jezebel Deva

En español:

"En 2008, me separe de Cradle of Filth para seguir una vida en Australia... y para hacerlo como música en solitario, Sé que muchos de los fans se sintieron decepcionados con la salida y, hasta ahora, cada vez que un fan me pregunta si volveré a trabajar con Cradle of Filth de nuevo, la respuesta ha sido no! Bueno, la semana pasada, Dani Filth me envió un correo electrónico, y después de muchas charlas he decidido que lo llevara en su oferta para participar en el nuevo álbum orquestal Midnight in the Labyrinth, Espero que esto haga que algunos de ustedes sean felices..."
Sarah Jezebel Deva

## Lista de canciones
| Disco Uno: Narrado |                                                      |                                  |          |  |
| N.º                | Título                                               | Versión original                 | Duración |  |
| 1.                 | «A Gothic Romance (Red Roses for the Devil's Whore)» | Dusk... and Her Embrace          | 8:39     |  |
| 2.                 | «The Forest Whispers My Name»                        | The Principle of Evil Made Flesh | 5:42     |  |
| 3.                 | «The Twisted Nails of Faith»                         | Cruelty and the Beast            | 7:08     |  |
| 4.                 | «The Rape and Ruin of Angels (Hosannas in Extremis)» | V Empire                         | 8:20     |  |
| 5.                 | «Funeral in Carpathia»                               | Dusk... and Her Embrace          | 8:52     |  |
| 6.                 | «Summer Dying Fast»                                  | The Principle of Evil Made Flesh | 5:21     |  |
| 7.                 | «Thirteen Autumns and a Widow»                       | Cruelty and the Beast            | 7:15     |  |
| 8.                 | «Dusk and Her Embrace»                               | Dusk... and Her Embrace          | 6:32     |  |
| 9.                 | «Cruelty Brought Thee Orchids»                       | Cruelty and the Beast            | 7:47     |  |
| 10.                | «Goetia (Invoking the Unclean)»                      |                                  | 13:06    |  |

| Disco Dos: Orchestral |                                                      |          |  |
| N.º                   | Título                                               | Duración |  |
| 1.                    | «The Rape and Ruin of Angels (Hosannas in Extremis)» | 8:16     |  |
| 2.                    | «Dusk and Her Embrace»                               | 6:29     |  |
| 3.                    | «Summer Dying Fast»                                  | 5:21     |  |
| 4.                    | «The Twisted Nails of Faith»                         | 7:06     |  |
| 5.                    | «Funeral in Carpathia»                               | 8:38     |  |
| 6.                    | «The Forest Whispers My Name»                        | 5:33     |  |
| 7.                    | «Cruelty Brought Thee Orchids»                       | 7:25     |  |
| 8.                    | «A Gothic Romance (Red Roses for the Devil's Whore)» | 8:36     |  |
| 9.                    | «Thirteen Autumns and a Widow»                       | 7:13     |  |

## Créditos
- Mark Newby-Robson - Instrumentación
- Dani Filth - Narrador masculino
- Sarah Jezebel Deva - Narración y voces adicionales
- Kit Woolven - Mixer[5]